# AG2R Prévoyance/2001
Deze pagina geeft een overzicht van de wielerploeg Ag2r Prévoyance in 2001.

## Algemeen
Sponsors: Ag2r Prévoyance (verzekeringsmaatschappij)
Ploegleiders: Laurent Biondi, Gilles Mas
Fietsen: Décathlon

## Renners
| Naam                 | Geboortedatum | Nationaliteit | Ploeg 2000                       |
| -------------------- | ------------- | ------------- | -------------------------------- |
| Christophe Agnolutto | 06-12-1969    | Frankrijk     |                                  |
| Lauri Aus            | 04-11-1970    | Estland       |                                  |
| Linas Balčiūnas      | 14-02-1978    | Litouwen      | Saint-Quentin-Oktos              |
| Stéphane Bergès      | 09-01-195     | Frankrijk     | BigMat-Auber '93                 |
| Philippe Bordenave   | 04-03-1969    | Frankrijk     |                                  |
| Aleksandr Botsjarov  | 26-02-1975    | Rusland       |                                  |
| Ludovic Capelle      | 27-02-1976    | België        | Ville de Charleroi-New Systems   |
| David Delrieu        | 20-02-1971    | Frankrijk     |                                  |
| Sebastien Demarbaix  | 19-12-1973    | België        | Lotto-Adecco                     |
| Laurent Estadieu     | 19-12-1973    | Frankrijk     |                                  |
| Alexandre Grux       | 03-02-1976    | Frankrijk     |                                  |
| Nicolas Inaudi       | 21-08-1978    | Frankrijk     |                                  |
| Artūras Kasputis     | 22-02-1967    | Litouwen      |                                  |
| Jaan Kirsipuu        | 17-07-1969    | Estland       |                                  |
| Thierry Loder        | 15-12-1975    | Frankrijk     | Cofidis, le Crédit par Téléphone |
| Gilles Maignan       | 30-08-1978    | Frankrijk     |                                  |
| Innar Mändoja        | 28-02-1978    | Estland       |                                  |
| Benoît Salmon        | 09-05-1974    | Frankrijk     |                                  |
| Ludovic Turpin       | 22-03-1975    | Frankrijk     |                                  |
| Stagiairs            |               |               |                                  |
| Stéphane Couge       | 21-02-1976    | Frankrijk     |                                  |
| Julien Laidoun       | 25-01-1980    | Frankrijk     |                                  |
| Nicolas Portal       | 23-04-1979    | Frankrijk     |                                  |

2000 · 2001 · 2002 · 2003 · 2004 · 2005 · 2006 · 2007 · 2008 · 2009 · 2010 · 2011 · 2012 · 2013 · 2014 · 2015 · 2016 · 2017 · 2018 · 2019 · 2020 · 2021 · 2022 · 2023 · 2024 · 2025